# Luisetaines
Luisetaines település Franciaországban, Seine-et-Marne megyében. Lakosainak száma 231 fő (2022. január 1.). Luisetaines Les Ormes-sur-Voulzie, Paroy, Saint-Sauveur-lès-Bray, Sigy és Vimpelles községekkel határos.

## Népesség
A település népességének változása:
| Lakosok száma | 241  | 242  | 246  | 243  | 240  | 236  | 232  | 230  | 231  |
|               | 2013 | 2015 | 2016 | 2017 | 2018 | 2019 | 2020 | 2021 | 2022 |